# Edison Reis Lopes

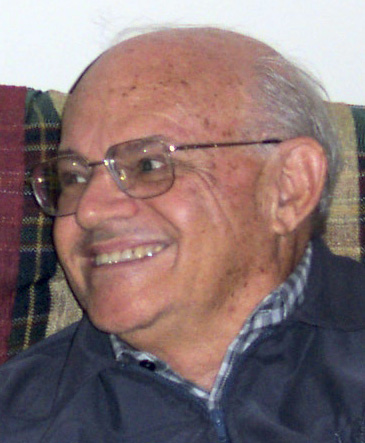
Edison Reis Lopes, em 2002

Edison Reis Lopes (São Paulo, 25 de dezembro de 1935 – Uberaba, 10 de outubro de 2009), foi um médico patologista, professor universitário e cientista brasileiro. Ocupou a cadeira número 82 da Academia Mineira de Medicina.

## Biografia
Nascido na capital de São Paulo, filho e neto de imigrantes espanhóis e italianos, Edison Reis Lopes mudou-se para a cidade de Uberaba, no Triângulo Mineiro em 1955 para ingressar na segunda turma da Faculdade de Medicina do Triângulo Mineiro (hoje integrada à Universidade Federal do Triângulo Mineiro). Formado em 1960, dedicou-se desde o início à carreira de professor e pesquisador. Defendeu, cinco anos depois, o doutorado em Patologia, dando início a longa jornada científica, voltada à compreensão das alterações morfofuncionais desencadeadas pelo Mal de Chagas, doença devastadora, então endêmica no interior do Brasil.
Professor do quadro permanente da FMTM desde 1962, ministrando as disciplinas de Patologia e de Medicina Legal e Deontologia Médica, obteve a livre-docência em 1969 e conquistou, em concurso público, o cargo de professor titular em 1981. Aposentou-se como professor em outubro de 1989, mas continuou na FMTM como bolsista de pesquisa do CNPq e professor visitante dos cursos de Pós-graduação em Patologia e Medicina Tropical e Infectologia, em caráter voluntário.
Na década de 1970, trabalhou como professor na recém criada Escola de Medicina e Cirurgia de Uberlândia, posteriormente incorporada à Universidade Federal de Uberlândia. Entre 1998 e 2003 ocupou o cargo de Diretor do Instituto de Ciências Biológicas da Universidade de Uberaba, onde participou ativamente da montagem do novo curso de Medicina. Recebeu, por isso, homenagem dos alunos dessa instituição ao ter seu nome escolhido para o Diretório Acadêmico Edison Reis Lopes (DAERLO).
No biênio 1995-1997, ocupou a presidência da Sociedade Brasileira de Medicina Tropical. Sua importância como médico e pesquisador foi reconhecida nas diversas homenagens que recebeu ao longo de sua vida, dentre as quais se destacam o prêmio Marques Lisboa, da Associação Médica de Minas Gerais (1972); prêmio Gerhard Domack, da Sociedade Brasileira de Medicina Tropical (1977); medalha Carlos Chagas, do Governo do Estado de Minas Gerais (1984); diploma e medalha do Centenário do Instituto Oswaldo Cruz (2000). Em 2001, foi eleito para ocupar a cadeira número 82 da Academia Mineira de Medicina.
Faleceu em Uberaba no dia 10 de outubro de 2009, em decorrência de doença neurológica degenerativa.

## Obras
Paralelamente ao trabalho como professor, desenvolveu atividades como pesquisador e cientista. Discípulo dos professores Luigi Bogliolo e Edmundo Chapadeiro, colaborou como coautor em livros especializados em Patologia e Medicina Tropical. Sua produção inclui mais de cem artigos científicos publicados em revistas no Brasil e no exterior. Participou de congressos, seminários e atuou em bancas examinadoras de mestrados, doutorados e concursos públicos.